# Virginio Orsini
Virginio Orsini (Roma, 17 de janeiro de 1615 - Roma, 21 de agosto de 1676) foi um cardeal do século XVII

## Biografia
Nasceu em Roma em 17 de janeiro de 1615, palácio de Montegiordano. De uma família antiga e nobre. Dos duques de Bracciano. Filho de Ferdinando Orsini e Giustiniana Orsini, do ramo de Sangemini. Foi batizado no dia 30 de maio seguinte na igreja de S. Eustáquio. A família deu à igreja vários papas e cardeais: Papa Celestino III (1191-1198); Papa Nicolau III (1277-1280); Papa Bento XIII (1724-1730); Matteo Orsini (1262); Latino Malabranca Orsini, OP (1278); Giordano Orsini (1278); Napoleão Orsini (1288); Francesco Napoleone Orsini (1295); Giovanni Gaetano Orsini (1316); Matteo Orsini, OP (1327); Rinaldo Orsini (1350); Giacomo Orsini (1371); Poncelo Orsini (1378); Tommaso Orsini de Manoppello (1383?); Giordano Orsini, júnior (1405); Latino Orsini (1448); Cosma Orsini, OSB (1480); Giovanni Battista Orsini (1483); Franciotto Orsini (1517); Flavio Fulvio Orsini (1565); Alessandro Orsini (1615); e Domenico Orsini de Aragão (1743).
Recebeu uma educação literária e compôs versos..
Ele renunciou a sua primogenitura em sua juventude. Seu tio, Paolo Giordano II, duque de Bracciano, obteve para ele, aos oito anos, o título de abade da Ordem dos Cavaleiros de Malta, com o qual sempre indicava na correspondência antes de sua promoção ao cardinalato..
Criado cardeal diácono no consistório de 16 de dezembro de 1641; recebeu o gorro vermelho e a diaconia de S. Maria in Portico Octaviae , 10 de fevereiro de 1642. Optou pela diaconia de S. Maria Nuova, 10 de novembro de 1642. Optou pela diaconia de S. Maria in Cosmedin, 14 de março de 1644 Não participou do conclave de 1644, que elegeu o Papa Inocêncio X. Optou pela diaconia de S. Eustáquio, em 21 de julho de 1653. Participou do conclave de 1655, que elegeu o Papa Alexandre VII. Optou pela diaconia de S. Maria na Via Lata, em 6 de março de 1656. Cardeal protodiácono. Optou pela ordem dos presbíteros e pelo título de S. Maria degli Angeli, em 11 de outubro de 1666. Participou do conclave de 1667, que elegeu o Papa Clemente IX. Optou pelo título de S. Prassede, 14 de novembro de 1667. Optou pelo título de S. Lorenzo em Lucina, 30 de janeiro de 1668. Cardeal protoprete . Participou do conclave de 1669-1670 , que elegeu o Papa Clemente X; ele esteve ausente de 24 a 27 de janeiro; ele deixou o conclave em 27 de fevereiro..
Ordenado em março de 1662..
Optou pela ordem dos cardeais bispos e pela sé suburbicária de Albano, em 18 de março de 1671. Consagrada, em 30 de março de 1671, colegiada de Santo Stefano di Bracciano, Roma, pelo cardeal Giulio Spinola, coadjuvado por Federico Baldeschi, arcebispo titular de Cesárea, e por Scipioni Martini, ex-bispo de Marcana. Optou pela sede suburbicária de Frascati, em 28 de janeiro de 1675. Não participou do conclave de 1676, que elegeu o Papa Inocêncio XI. Morreu em sua residência romana durante sua celebração..
Morreu em Roma em 21 de agosto de 1676, às 3 horas da manhã, em seu palácio em Monte Giordano, durante a sede vacante . Transferido para Bracciano, e foi sepultado na igreja agostiniana de S. Maria Novella..